# 圣依纳爵堂 (布宜诺斯艾利斯)
圣依纳爵堂（Iglesia de San Ignacio）是布宜诺斯艾利斯蒙特塞拉特区的一座罗马天主教教堂，由耶稣会创建于1675年。1686年修建南钟楼和目前的砖砌立面， 1722年祝圣，1734年完成。它是布宜诺斯艾利斯现存最古老的教堂，是耶稣会光明建筑群（Manzana de las Luces）的一部分。 
在1942年，该教堂被列为阿根廷国家历史古迹。 